# Idrato di metano-H
L'idrato di metano-H è la forma esagonale del clatrato di metano.

## Struttura
La struttura del clatrato sH è formata da celle costituite da 34 molecole d'acqua che costituiscono tre vuoti dodecaedrici, due icosaedrici e uno esakaidecaedrico che possono ospitare fino a 6 molecole di gas. La stabilità della struttura dipende dalla presenza di molecole di gas grandi, tipicamente superiori ai 7,3Å, quali il 2,2-dimetilbutano.

## Origine e giacitura
Circa 6,4×1012 tonnellate di metano sono intrappolate nei sedimenti oceanici sotto forma di clatrati idrati di metano.